# Bonifác Wohlmut
Bonifác Wohlmut  également appelé Wohlmut ou Wohlmuth (avant 1510 Überlingen, Baden - avant le 28 avril 1579, Prague) est un architecte allemand de la Renaissance. Il a travaillé à Vienne et à Prague, notamment pour le château de Prague, où il a collaboré avec des constructeurs italiens de Prague et s'est inspiré d'Andrea Palladio. Son travail s'étend du gothique tardif à la Renaissance. 
Bonifaz Wohlmuth était originaire de la région de Constance (ou Überlingen, à 20 km au nord, sur la rive opposée du lac de Constance). En 1543, il devint bourgeois de Vienne en tant que tailleur de pierre et, en 1547, il élabora un plan de défense de Vienne contre le siège turc.
En 1554, il est mentionné "bâtisseur royal" à Prague, où il a travaillé à la construction du Pavillon d'été Hvezda à partir de 1556.
En 1564, il est appelé à réparer le château de Prague, qui avait brûlé en 1541. Il remporte le concours pour la voûte de la Vieille-Diète et l'escalier à côté de la salle Vladislav (1557-1563). En 1557-1560, il construit le chœur de musique de la Cathédrale Saint-Guy de Prague. En 1568-1569, il construit la salle de bal.
Vers 1571, il construit le (futur) Palais Rohan (Prague) en réunissant trois maisons. Il prend ensuite sa retraite. 
En 1571, il construit une maison à Pohořelec (Hradčany), qu'il revend en 1575 et achète une maison à Nové Město (Prague).
Il est probablement mort veuf et sans enfant au début de l'année 1579.

## Constructions
- Achèvement de la cathédrale Saint-Étienne de Vienne
- Voûte de la Vieille-Diète au château de Prague
- Achèvement du Belvédère de la reine Anne au château de Prague (1569)
- Salle du Jeu de Paume dans le jardin royal du château de Prague
- Palais Rohan à Prague (première édification)
- Salle du Jeu de Paume et complétion du Pavillon d'été Hvezda
- Église Saints-Pierre-et-Paul de Kralovice près de Plzeň